# 오은영 리포트 - 결혼지옥
《오은영 리포트 - 결혼지옥》은 매주 월요일 밤 10시 50분에 MBC TV에서 하는 텔레비전 프로그램이다.

## 기획 의도
- 이번엔 부부 솔루션이다! 어느새 남보다 못한 사이가 된 부부들의 일상을 관찰하고 그들이 스튜디오에 직접 출연하여 부부 갈등의 고민을 나누는 리얼 토크멘터리

## 진행자

### 현재 진행자
- 오은영
- 소유진
- 김응수
- 박지민
- 문세윤

### 이전 진행자
- 하하

## 에피소드 목록

### 2022년
- 5월 16일: 1회 카르스마 안무가 배윤경 - 서경환 부부
- 5월 30일: 2회 막막한 결혼 생활의 끝은 어딜까
- 6월 6일: 3회 투명인간이 된 부부, 이미 정서적 이혼 상태?
- 6월 13일: 4회 그녀의 꿈을 반대하는 시어머니와 남편
- 6월 20일: 5회 폭언으로 얼룩진 위기의 부부
- 6월 27일: 6회 모두를 놀라게 한 부부 성생활의 솔루션은?
- 7월 4일: 7회 2022 부부 성생활 분석
- 7월 11일: 8회 부부가 직면하는 가장 현실적인 문제 '돈'
- 7월 18일: 9회 사랑을 연기해야 하나? 베개 부부
- 7월 25일: 10회 솔루션, 그 이후의 이야기
- 9월 8일: 추석특집 - 오은영 리포트 결혼지옥 탈출기
- 9월 19일: 11회 20년째 살빼 vs 못빼 '빼빼 부부'
- 9월 26일: 12회 무기력 아내 vs 불같은 남편, 물불 부부
- 10월 3일: 13회 국경과 함께 넘은 선, 선 넘은 부부
- 10월 10일: 14회 34년째 외도 전쟁 심쿵 부부
- 10월 17일: 15회 나 혼자 견딘다 솔로부부
- 10월 24일: 16회 예민보스 vs 답답보스 보스부부
- 10월 31일: 17회 24시간 내 옆에 CCTV 부부
- 11월 14일: 18회 변화를 다짐한 부부들
- 12월 12일: 19회 나만큼 너도 해! 저울 부부
- 12월 19일: 20회 조금 더 GO! 여기까지 STOP! 고스톱 부부

### 2023년
- 1월 9일: 21회 당신이 문제야! 네 탓 부부
- 1월 16일: 22회 닿을 수 없는 우리 평행선 부부
- 1월 23일: 23회 오은영 리포트 2022 결혼 지옥, 그 후
- 1월 30일: 24회 우리 이혼일까? 우이혼 부부
- 2월 6일: 25회 이겨야 산다 정글 부부
- 2월 13일: 26회 네 말은 다 틀려! 태클 부부
- 2월 20일: 27회 결혼지옥 오은영 리포트 그 후
- 2월 27일: 28회 언제까지 술이 들어가나 술래(來) 부부
- 3월 6일: 29회 열혈 엄마 vs 무덤덤 아빠 열무 부부
- 3월 20일: 30회 20년째 넘을 수 없는 집 안의 벽 철벽 부부
- 3월 27일: 31회 시댁의 고마운 지원 vs 숨막히는 고립 사면시가(家) 부부
- 4월 3일: 32회 대화가 통하지 않는 노룩 부부
- 4월 10일: 33회 내가 당신을 키운다, 키워! 어부바 부부 / 김경진♥전수민 부부
- 4월 17일: 34회 당신이랑 결혼해서 너무 억울해! 금쪽이 부부
- 4월 24일: 35회 가장 아내 vs 방관 남편 가방부부
- 5월 1일: 36회 미얀마 셀럽 아내 vs 깐족 매니저 남편 전참시 부부
- 5월 8일: 37회 내 빈 곳을 채워준 마지막 한 조각 퍼즐 부부
- 5월 15일: 38회 문제가 까도 까도 또 나와 양파 부부
- 5월 22일: 39회 참을 수 없는 **의 유혹 홀릭 부부
- 5월 29일: 40회 가정의 달 특집 1부
- 6월 5일: 41회 가정의 달 특집 2부
- 6월 12일: 42회 <사랑과 전쟁>의 실사판!? 사전 부부 / 홍승범♥권영경
- 6월 19일: 43회 <사랑과 전쟁>의 실사판!? 사전 부부, 두 번째 이야기 / 홍승범♥권영경
- 6월 26일: 44회 4년째 두 집 살림, 따로 사는 두살 부부
- 7월 3일: 45회 '일'만 남은 결혼생활 동업자 부부
- 7월 10일: 46회 한 지붕 다른 꿈 도쿄 이몽(異夢) 부부

## 시청률

### 2022년
| 회차 | 방송일    | AGB 시청률     |
| 회차 | 방송일    | 대한민국(전국) |
| ---- | --------- | -------------- |
| 1    | 5월 16일  | 4.5%           |
| 2    | 5월 30일  | 7.1%           |
| 3    | 6월 6일   | 6.9%           |
| 4    | 6월 13일  | 5.7%           |
| 5    | 6월 20일  | 6.0%           |
| 6    | 6월 27일  | 4.0%           |
| 7    | 7월 4일   | 3.5%           |
| 8    | 7월 11일  | 5.2%           |
| 9    | 7월 18일  | 4.8%           |
| 10   | 7월 25일  | 4.0%           |
| 11   | 9월 19일  | 3.6%           |
| 12   | 9월 26일  | 4.7%           |
| 13   | 10월 3일  | 5.6%           |
| 14   | 10월 10일 | 4.7%           |
| 15   | 10월 17일 | 4.9%           |
| 16   | 10월 24일 | 6.2%           |
| 17   | 11월 7일  | 5.4%           |
| 18   | 11월 14일 | 3.3%           |
| 19   | 12월 12일 | 4.8%           |
| 20   | 12월 19일 | 4.6%           |

### 2023년
| 회차 | 방송일    | AGB 시청률     |
| 회차 | 방송일    | 대한민국(전국) |
| ---- | --------- | -------------- |
| 21   | 1월 9일   | 3.9%           |
| 22   | 1월 16일  | 4.2%           |
| 23   | 1월 23일  | 4.7%           |
| 24   | 1월 30일  | 4.2%           |
| 25   | 2월 6일   | 3.9%           |
| 26   | 2월 13일  | 3.1%           |
| 27   | 2월 20일  | 2.0%           |
| 28   | 2월 27일  | 3.0%           |
| 29   | 3월 6일   | 2.9%           |
| 30   | 3월 20일  | 4.0%           |
| 31   | 3월 27일  | 4.3%           |
| 32   | 4월 3일   | 3.5%           |
| 33   | 4월 10일  | 3.4%           |
| 34   | 4월 17일  | 3.0%           |
| 35   | 4월 24일  | 3.8%           |
| 36   | 5월 1일   | 3.3%           |
| 37   | 5월 8일   | 3.8%           |
| 38   | 5월 15일  | 3.2%           |
| 39   | 5월 22일  | 3.0%           |
| 40   | 5월 29일  | 3.0%           |
| 41   | 6월 5일   | 2.2%           |
| 42   | 6월 12일  | 3.9%           |
| 43   | 6월 19일  | 3.3%           |
| 44   | 6월 26일  | 3.6%           |
| 45   | 7월 3일   | 2.8%           |
| 46   | 7월 10일  | 3.2%           |
| 47   | 7월 17일  | 2.6%           |
| 48   | 7월 24일  | 3.0%           |
| 49   | 7월 31일  | 3.2%           |
| 50   | 8월 7일   | 3.4%           |
| 51   | 8월 14일  | 3.0%           |
| 52   | 8월 21일  | 3.5%           |
| 53   | 8월 28일  | 2.2%           |
| 54   | 9월 4일   | 3.8%           |
| 55   | 9월 11일  | 3.3%           |
| 56   | 9월 18일  | 4.1%           |
| 57   | 10월 16일 | 2.9%           |
| 58   | 10월 23일 | 3.6%           |
| 59   | 10월 30일 | %              |
| 60   | 11월 6일  | %              |
| 61   | 11월 13일 | %              |
| 62   | 11월 20일 | %              |

## 같이 보기
- 사주후애 (2009년)

## 결방 사유 및 편성 변경
- 2022년
  - 5월 23일 : 제8회 전국동시지방선거 경기도 지사 후보 초청 토론회 편성으로 인한 결방.
  - 10월 31일 : 이태원 압사 사고 참사 여파로 인한 결방.
  - 11월 21일 ~ 12월 5일 : 2022 카타르 월드컵 중계 방송으로 인한 결방.
  - 12월 26일 : 의붓딸 성추행 논란 여파 및 태어난 김에 세계일주 스페셜 편성으로 인한 결방.
- 2023년
  - 1월 2일 : 의붓딸 성추행 논란 여파 및 신년 특선 영화 코다 편성으로 인한 결방.
  - 1월 23일 : 설특집 밤 9시 40분 방송.
  - 3월 13일 : 2023 월드 베이스볼 클래식 대한민국 VS 중국 중계 방송으로 인한 결방.
  - 9월 25일 ~ 10월 2일 : 2022 항저우 아시안 게임 중계 방송으로 인한 결방.
  - 10월 9일 : 선을 넘는 녀석들 연인 컬렉션 편성으로 인한 결방.
  - 11월 27일 ~ 12월 25일: 오은영 리포트 - 알콜 지옥 편성으로 인한 휴방.
- 2024년
  - 1월 1일 ~ 1월 29일 : 오은영 리포트 - 알콜 지옥 편성으로 인한 휴방.
  - 2월 12일 : 설에도 나 혼자 산다 스페셜 방송으로 인한 결방.
  - 7월 29일 ~ 8월 5일 : 2024 파리 올림픽 중계 방송으로 인한 결방.
  - 12월 16일 ~ 12월 30일
- 2025년
  - 5월 19일 : 제21대 2025 대통령 선거 후보자 토론회 방송으로 인한 결방.